# گیرنده مینکل
گیرنده لکتین وابسته به کلسیم و قابل القاء با ماکروفاژ (انگلیسی: Macrophage inducible Ca2+-dependent lectin receptor) یا به اختصار گیرندهٔ مینکل که با نام CLEC4E هم شناخته می‌شود، یک پروتئین است که در انسان توسط ژن «CLEC4E» کُدگذاری می‌شود.
این مولکول یک گیرنده شناسایی الگو است که گلیکولیپیدها و از جمله «فاکتور رشته‌ای» میکروب‌ها یا تری‌هالوز-۶٬۶'-دی‌میکولات (TDM) را شناسایی می‌کند. گیرندهٔ مینکل به طیف وسیعی از ساختارهای کربوهیداراتی اتصال می‌یابد، به‌ویژه اگر حاوی گلوکوز یا مانوز باشند، و نقش مهمی در شناسایی گلیکولیپیدهای میکروب‌ها توسط دستگاه ایمنی بدن ایفا می‌کنند. پس از فعال‌شدن توسط «فاکتور رشته‌ای»، گیرندهٔ مینکل به گیرنده‌های Fc و FcRγ و Syk متصل می‌شود. «فاکتور رشته‌ای» میکروب‌ها به لکتین نوع سی ماکروفاژها نیز اتصال یافته و آنها را فعال می‌کند.
لیگاندهای متفاوتی از طریق این گیرنده پیام‌رسانی می‌کنند که از آن میان می‌توان به پروتئین‌ها، استرول‌ها، گلیکولیپیدهای آسیب‌دیدهٔ خودی یا میکروبی (مثلاً لاکتوباسیلوس پلانتاروم، استرپتوکوک نومونیا، مایکوباکتریوم توبرکلوزیس و برخی انواع مالاسزیا) اشاره کرد.